# Концерт для трубы с оркестром (Гайдн)
Концерт для трубы с оркестром (Концерт для трубы ми-бемоль мажор) — музыкальное произведение австрийского композитора Йозефа Гайдна.
Написан в 1796 году для Антона Вайдингера — австрийского трубача и изобретателя трубы с клапанным механизмом, которая в отличие от ранее существовавших обычных труб позволяла использовать хроматический звукоряд.
Эксперимент Антона Вайдингера не прижился — трубы с клапанным механизмом были вытеснены инструментами с вентильным механизмом и, таким образом, концерт Гайдна, наряду с концертом Гуммеля является редким примером из числа произведений, написанных специально для этого раритетного инструмента.
Концерт состоит из трёх частей:
1. Allegro (сонатная форма)
2. Andante (трёхчастная форма)
3. Finale-Allegro (рондо)

Состав оркестра включает 2 флейты, 2 гобоя, 2 фагота, 2 валторны, литавры и струнные.